# 조종묵
조종묵(趙鍾默, 1961년 1월 28일 ~ )은 대한민국의 소방공무원이다.

## 생애

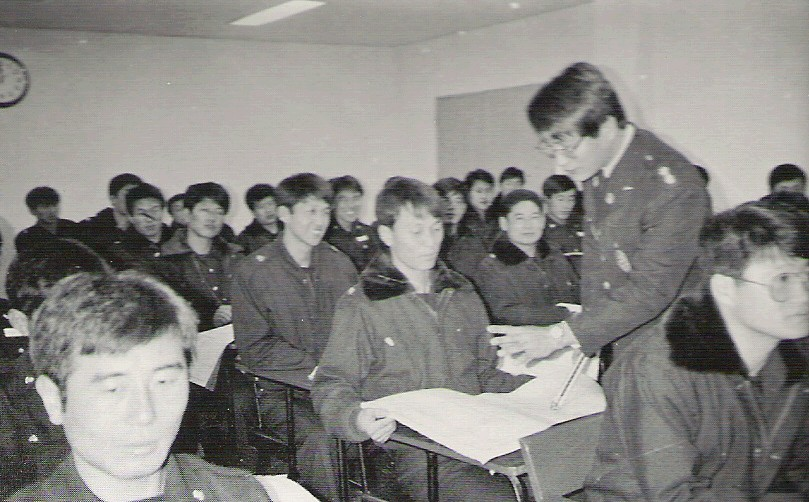
1989년 제6기 소방간부후보생 과정에서

충청남도 공주 출신이다. 충남대학교 영어영문학과를 나온 그는 2010년 충북대학교 대학원에서 ‘한국의 재난관리 참여기관 협력체계 분석’이라는 논문으로 박사학위를 받았다. 제6기 소방간부후보생으로 1990년 2월 13일 지방소방위로 임관하여 경북 의성소방서장, 소방방재청 소방제도과, 국민안전처 특수재난지원담당관, 중앙119구조본부장, 소방청 차장을 역임하였다. 2017년 8월 초대 소방청장으로 임명되었다.

## 경력
- 제6기 소방간부후보생
- 충청남도 천안소방서
- 충청남도 소방본부 소방행정과
- 충청남도 소방학교 경리․교무계장
- 충청남도 아산소방서 방호과장
- 충청남도 소방본부 방호과
- 충청남도 소방본부 소방교육계장
- 충청남도 서산소방서 소방과장
- 충청남도 서산소방서 소방행정과장
- 충청소방학교 서무과장
- 천안소방서 소방행정과장
- 충남소방안전본부 안전관리과
- 2006년 4월 ~ 2007년 3월: 경상북도소방본부 방호구조과장(소방정)
- 2007년 3월 ~ 2008년 10월: 경상북도 의성소방서장(소방정)
- 2011년 3월 ~ 2011년 11월: 중앙소방학교 교육기획과장(소방정)
- 2011년 12월 ~ 2012년 8월: 소방방재청 소방정책국 소방제도과(소방정)
- 2012년 8월 ~ 2013년 4월: 대통령실 파견근무(소방준감)
- 2013년 4월 ~ 2014년 11월: 소방방재청 정보화담당관(소방준감)
- 2014년 11월 ~ 2015년 2월: 국민안전처 특수재난지원담당관(소방준감)
- 2015년 2월 ~ 2015년 12월: 국방대학교 파견(소방감)
- 2016년 1월 ~ 2016년 6월: 중앙119구조본부장(소방감)
- 2016년 6월 ~ 2017년 7월: 국민안전처 중앙소방본부 소방조정관(소방정감)[4]
- 2017년 7월 ~ 2017년 8월: 소방청 차장(소방정감)
- 2017년 8월 ~ 2018년 12월: 소방청장(소방총감)[2]
- 2022년 1월 ~ 2024년 2월: 더불어민주당 입당
- 2024년 2월 ~2025년 7월 : 새로운미래 입당

## 역대 선거 결과
| 실시년도 | 선거  | 대수 | 직책     | 선거구   | 정당       | 득표수    | 득표율         | 순위         | 당락 | 비고 |
| -------- | ----- | ---- | -------- | -------- | ---------- | --------- | -------------- | ------------ | ---- | ---- |
| 2024년   | 총선  | 22대 | 국회의원 | 비례대표 | 새로운미래 | 483,827표 | \| \| 1.70% \| | 비례대표 2번 | 낙선 |      |
|          | 1.70% |      |          |          |            |           |                |              |      |      |